# Sacro Cuore di Gesù a Villa Lante
Sacro Cuore di Gesù a Villa Lante är en kyrkobyggnad i Rom, helgad åt  Jesu heliga hjärta. Kyrkan är belägen vid Via di San Francesco di Sales i Rione Trastevere och tillhör församlingen Santa Dorotea.
Kyrkan innehas av Jesu heliga hjärtas sällskap, grundat av den heliga Madeleine-Sophie Barat år 1800.

## Kyrkans historia
Kyrkan, som är belägen i Villa Lante, uppfördes i nygotisk stil efter ritningar av arkitekten Girolamo Vantaggi. Kyrkan konsekrerades av kardinal Costantino Patrizi Naro den 7 juli 1843. På en kragsten i absiden står en skulptur föreställande Jesu heliga hjärta. Här fanns tidigare Pietro Gagliardis målning Sacro Cuore di Gesù, skänkt till kyrkan av Maria Kristina av Savojen.

## Bilder
| - Sacro Cuore di Gesù a Villa Lante på en karta från år 2018. |